# マスカラまつげ/はじまりのla
「マスカラまつげ/はじまりのla」（マスカラまつげ/はじまりのラ）は、2004年4月21日にリリースされたDREAMS COME TRUEの32ndシングル（両A面シングル）。

## 概要
「PEACE!/MARRY ME?」以来となる両A面シングル。当初は「はじまりのla」をA面に2004年3月に発売される予定だったが変更された。2曲とも12thアルバム『DIAMOND15』に収録。さらにミュージックビデオが作られ、『DIAMOND15』の初回盤DVDに収録されている。
「マスカラまつげ」には加藤ローサ・本上まなみ・千崎若菜・尚玄が出演している。

## 収録曲
| #  | タイトル                                                                   | 作詞     | 作曲               | 編曲     | 時間 |
| -- | -------------------------------------------------------------------------- | -------- | ------------------ | -------- | ---- |
| 1. | 「マスカラまつげ」(ニベア花王「ニベアボディ薬用ホワイトニングUV」CMソング) | 吉田美和 | 中村正人・吉田美和 | 中村正人 | 4:21 |
| 2. | 「はじまりのla」(ロッテガーナミルクチョコレートCMイメージソング)           | 吉田美和 | 中村正人・吉田美和 | 中村正人 | 4:13 |

## 収録アルバム
マスカラまつげ
- DIAMOND15(2004年1月28日)
- DREAMS COME TRUE GREATEST HITS "THE SOUL 2"(2009年3月21日)
- DREAMS COME TRUE THE BEST! 私のドリカム(2015年7月7日)

はじまりのla
- DIAMOND15(2004年1月28日)
- DREAMS COME TRUE GREATEST HITS "THE SOUL 2"(2009年3月21日)

## カバー
マスカラまつげ
- Tiara - 『Girl 〜Tiara Love Song Covers〜』（2014年）